# Municipio de Saluda (Indiana)
El municipio de Saluda (en inglés: Saluda Township) es un municipio ubicado en el condado de Jefferson en el estado estadounidense de Indiana. En el año 2010 tenía una población de 1370 habitantes y una densidad poblacional de 14,04 personas por km².

## Geografía
El municipio de Saluda se encuentra ubicado en las coordenadas 38°37′41″N 85°30′10″O / 38.62806, -85.50278. Según la Oficina del Censo de los Estados Unidos, el municipio tiene una superficie total de 97.61 km², de la cual 96.74 km² corresponden a tierra firme y (0.89%) 0.87 km² es agua.

## Demografía
Según el censo de 2010, había 1370 personas residiendo en el municipio de Saluda. La densidad de población era de 14,04 hab./km². De los 1370 habitantes, el municipio de Saluda estaba compuesto por el 97.81% blancos, el 0.29% eran afroamericanos, el 0.15% eran amerindios, el 0.22% eran asiáticos, el 0.07% eran isleños del Pacífico, el 0.36% eran de otras razas y el 1.09% pertenecían a dos o más razas. Del total de la población el 1.09% eran hispanos o latinos de cualquier raza.